# Pasiphyle mystica
Pasiphyle mystica är en skalbaggsart som beskrevs av Thomson 1864. Pasiphyle mystica ingår i släktet Pasiphyle och familjen långhorningar. Inga underarter finns listade i Catalogue of Life.